# Laurence Entiope
Laurence Entiope (9 décembre 1862 - 7 avril 1974) était une supercentenaire française du département d'outre-mer de la Martinique. Décédée à l'âge de 111 ans et 119 jours, elle a été la troisième supercentenaire française dont l'âge a été vérifié, et la doyenne de l'humanité du 10 janvier 1974 au 7 avril 1974.

## Biographie
Laurence Entiope est née le 9 décembre 1862 dans la commune martiniquaise appelée Le Marin.
Sa mère était Pélagie Entiope, mais son père semble inconnu. Elle avait trois frères et un demi-frère.
Laurence Entiope ne semble ne jamais s'être mariée. Cependant, elle a conçu au moins trois enfants hors mariage : André, né en 1880, Nisette, née en 1882, et Ludger, né en 1885.
Elle est décédée le 7 avril 1974 dans la commune martiniquaise nommée Le Lamentin. 

## Records de longévité
Son âge a été validé par le Groupe de Recherche en Gérontologie (GRG). Elle fut la doyenne de France depuis la mort d’Émilie Coqueran jusqu'à sa propre mort. Sa successeure fut Marie-Ernestine Compain.
Elle a également été la femme et la personne la plus âgée du monde après la mort d'Ettie Crist le 10 janvier 1974, jusqu'à sa propre mort près de huit mois plus tard. Elle est, lors de son décès, la deuxième Française ayant vécu le plus longtemps après Georgette Jeanmaire.